# 11277 Ballard
11277 Ballard (1988 TW2) là một tiểu hành tinh vành đai chính được phát hiện ngày 8 tháng 10 năm 1988 bởi C. S. Shoemaker và E. M. Shoemaker ở Đài thiên văn Palomar.